# Asop de Mèlida
El riu Asop (grec: Aσωπός Asopós) és un riu de Grècia, a la regió de la Grècia Central, que discorre íntegrament pel municipi de Làmia: neix a les fonts del Mont Eta i desemboca al riu Esperqueu, poc abans que desemboqui al golf Malíac. Antigament, la mar començava més endins, i tant l'Asop com el Diras (actualment Gorgopótamos) i el Melas desembocaven directament a la mar, de manera que a la desembocadura de l'Asop començava el pas de les Termòpiles. L'Asop discorria tot el seu curs completament engorjat pel territori de la Mèlida, però amb els metres guanyats a la mar actualment els darrers cinc quilòmetres són de plana.